# ريكي كوشيدا
ريكي كوشيدا هي عالمة فلك يابانية هاوية، مكتشفة للمستعمرات العظمى مثل 1991بيجي (أول اكتشاف بصري قامت فيه عالمة فلك أنثى)، ومكتشفة مشاركة ل4875 إنغالاس.
ريكي كوشيدا متزوجة من عالم الفلك يوشيو كوشيدا الذي شارك في اكتشاف 4875 إنغالاس. ومكتشف غزير للكواكب الصغيرة والمذنبات بنفسه. الكويكب 5239 ريكي، الذي اكتشفه عالم الفلك شون -أي ايزوميكاوا، سمي تكريماً لها في 6 شباط 1993(M.P.C. 21610).